# Gryneus (Kentaur)

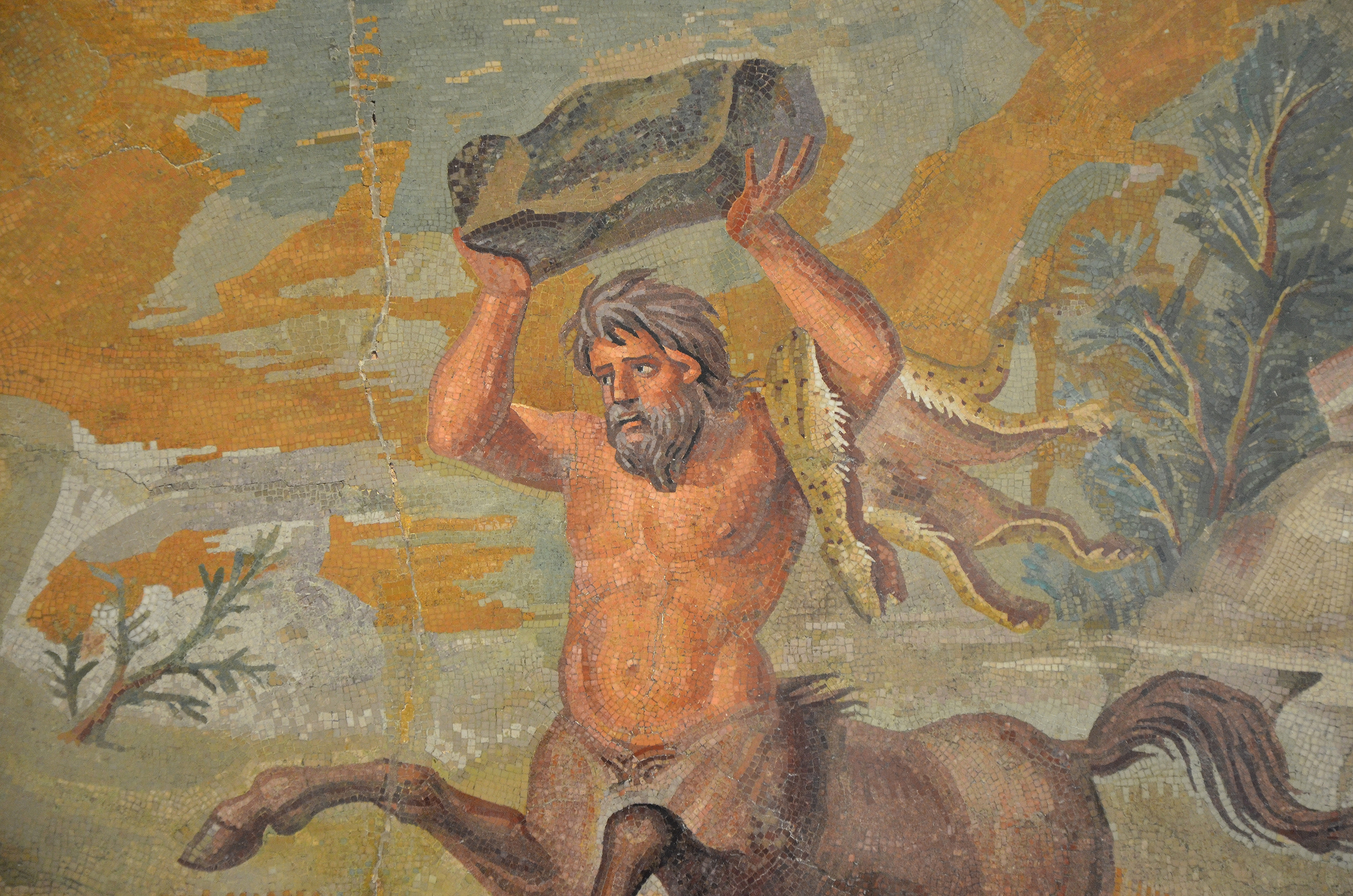
Mosaik, Villa Hadrian, 130 n. Chr.: Kentaur setzt an zum Wurf.

Gryneus ist ein Kentaur der griechischen Mythologie. Er zermalmt in der Kentauromachie auf der Hochzeit des Peirithoos die Lapithen Broteas und Orius, darauf wird er selbst vom Lapithen Exadius erlegt. Einzige Quelle ist das zwölfte Buch der Metamorphosen des Ovid.

## Name
Der Name kommt vom griechischen Γρυνεὐς, Gryneús, deutsch und lateinisch mit abweichender Betonung Grýneus. Er ist ein personalisiertes Nomen von γρύνος, grýneus, Feuerbrand. „An die Bewaffnung der Kentauren mit Feuerbränden erinnern ... Namen, die sich möglicherweise aus der Vorstellung von Waldbränden erklären lassen.“ Kentauren kämpfen mit Baustämmen und mit Ästen und manchmal auch mit brennenden. Er ist also einer, der mit Feuer kämpft, ein Feuerteufel. In seinem kurzen Kampfauftritt wird er seinem Namen gerecht, er kämpft mit einem glutbeladenen Opferaltar.

## Mythos
Ovid lässt Nestor vor Troja die Geschichte – sie spielt am Beginn der Kentauromachie – erzählen, war er doch selbst dabei: Auf der Hochzeit werden die betrunkenen Kentauren gegenüber den Lapithenfrauen sexuell übergriffig. Die Gastgeber lassen sich das nicht bieten und sofort beginnt ein blutiger Kampf. Der Hochzeitsgast Theseus tötet den Kentauren Eurytos, der Lapithe Celadon wird vom Kentauren Amycos getötet, letzterer wieder vom Lapithen Pelates. Gryneus, der dabei steht, sieht seine Chance und greift in den Kampf ein. Er hebt einen steinernen Brandaltar samt der Glut hoch und wirft ihn in die Gruppe der Lapithen und zermalmt den Broteas und den Orios. Der Lapithe Exadius schreitet zum tödlichen Racheangriff, ergreift ein Hirschgeweih und stößt es hinein in die Augen des Gryneus.

### Text
Ovid, Metamorphosen 12, 258–270:

„Proximus ut steterat spectans altaria vultu

fumida terribili ‚cur non‘ ait ‚utimur istis?‘

260 cumque suis Gryneus inmanem sustulit aram

ignibus et medium Lapitharum iecit in agmen

depressitque duos, Brotean et Orion ...

265 "non impune feres, teli modo copia detur!"

dixerat Exadius telique habet instar, in alta

quae fuerant pinu votivi cornua cervi.

figitur hinc duplici Gryneus in lumina ramo

eruiturque oculos, quorum pars cornibus haeret,

270 pars fluit in barbam concretaque sanguine pendet.“

Eigenübersetzung in Prosa:

„Wie Gryneus am nächsten dabeistand (als Pelates den Amycus tötete), sah er mit finsterer Miene den rauchenden Altar und sagte: ‚Warum benutze ich nicht diesen?‘ 260 Und er hob den riesigen Altar mit seiner Feuerglut hoch und schleuderte ihn mitten hinein in die Gruppe der Lapithen und zermalmte zwei (Lapithen), den Broteas und den Orius ... 265 ‚Nicht ungestraft kommst du (Gryneus) davon, steht mir nur das Mittel einer Waffe zur Verfügung‘, sagte (der Lapith) Exadius und ergreift statt einer Waffe das Geweih eines (der Jagdgöttin) geweihten Hirschs, das an einer hohen Fichte hing. Darauf wird Gryneus (von Exadius) mit dem Doppelast (dem Geweih) in den Augen durchbohrt und verliert die Augen, von denen ein Teil am Geweih hängenbleibt, 270 ein Teil in den Bart (des Gryneus) herabfließt und mit geronnenem Blut (vom Bart) herabhängt.“
Der Halbmensch Gryneus, der Feuerkämpfer, hat übermenschliche Kräfte, aber letztlich hat er keine Chance gegen die erbarmungslosen Lapithen. Bevor er selbst zu Fall kommt, kann er noch zwei Gegner mit in den Tod reißen. Seine Geschichte zerfällt in zwei Teile, erst sein erfolgreicher Wurf, dann sein tragischer Untergang.

### Literarische Gestaltung
Ovid steigert die Darstellung durch den Einsatz der direkten Rede sowohl bei Gryneus (v. 259) als auch bei Exadius (v. 265) zu Beginn der jeweiligen Kampfszene. Diese Dramatisierung wird inhaltlich gesteigert, vom „unblutigen“ Zermalmen der beiden Lapithen bis zum blutigen Ende des Kentauren. Diese Klimax wird unterstützt durch einen Tempuswechsel (siehe Prosaübersetzung). Nach dem Perfekt und Plusquamperfekt wechselt der Erzähler im zweiten Teil in das praesens historicum (ab 266: habet, er ergreift, nimmt, auch im Text kursiv), um dem Zuhörer das Ende des Kentauren noch näher zu bringen und den schrecklichen Eindruck zu verstärken.